# Dusona cytaeis
Dusona cytaeis är en stekelart som först beskrevs av Cameron 1903.  Dusona cytaeis ingår i släktet Dusona och familjen brokparasitsteklar. Inga underarter finns listade i Catalogue of Life.